# シアーラ・ミッケル
シアーラ・ミッケル（Ciara Michel、1985年7月2日 - ）は、イングランドの女子バレーボール選手。ポジションはミドルブロッカー。イギリス代表。

## 来歴
2003年、アメリカ合衆国のマイアミ大学に進学し、その後はオーストラリアのメルボルン大学でプレーした。2010年にドイツ・ブンデスリーガのLadies in Black Aachenに加入し、プロとしてのキャリアをスタートさせる。
2011年にイギリス代表に初選出される。2012年、地元で開催されたロンドン五輪に出場し、中心選手としてチームを牽引した。2013年から2シーズン、イタリアセリエAのFVブスト・アルシーツィオで活躍し、2015年よるトルコリーグのブルサに移籍した。

## 球歴
- オリンピック - 2012年

## 所属クラブ
- マイアミ大学（2003-2007年）
- メルボルン大学（2007-2010年）
- Ladies in Black Aachen（2010-2012年）
- TV Hambourg（2012-2013年）
- FVブスト・アルシーツィオ（2013-2015年）
- Bursa Büyükşehir Belediyespor（2015-2016年）
- Saint-Raphaël VB（2016-2017年）
- ASPTT Mulhouse（2017-2019年）
- Pays d'Aix Venelles（2019-2020年）
- アスリーツ・アンリミテッド（2020-2021年）